# Пер Сівле
Пер Сівле (норв. Per Sivle; 6 квітня  1857, Фломе (Аурланд)  — 16 вересня 1904, Крістіанія — норвезький поет, журналіст, представник третього покоління норвезьких ліриків XIX століття.

## Життєпис
Пер Сівле народився 6 квітня 1857 року в помісті Фломе (Аурланд) при непростих обставинах. Брат-близнюк Пера помер під час родів, а майбутнього письменника врятувала вперта акушерка. Батьки Педера Ейріксена (саме так його охрестили) — Ейрік Сівле і Сюсанна Рюум — на час народження сина були неодружені і обвінчалися кілька місяців потому. Дитячі роки пройшли в Сталхеймі в садибі Сівле. Поетичний талант він успадкував від батька, який бавився написанням віршів. Основним же заняттям Ейріка Сівле була торгівля кіньмими. Часто доводилось долати великі відстані, це приносило не лише гроші, а й новини, байки тощо. Батько часто випивав. Це приводило до бійок, до депресії. Пер був тихим, мрійливим хлопчиком. Любив прослухати спів птахів у лісі. Любив читати книги, особливо казки.
Майбутній поет рано втратив матір. Він жив у прийомних батьків на фермі Brekke. Господар був освіченою людиною, і став для хлопця першим учителем пера. У нього була думка стати агрономом. Та він пішов до Кристіанії, де продовжив навчання в гімназії. У 1872 році Пер конфірмувався в церкві Віньє. За свідченнями прихожан був найвідповідальнішим із конфірмантів за всю історію. У 1872—1874 рр. він навчався в середній школі. У 1876 році прибув у столицю, щоб поступити в університет. Це йому не вдалося. Тому Пер Сівле був поетом-самоучкою. У 1877 році він тяжко захворів кіром. Його зір швидко погіршувався, і лікар заборонив йому читати і писати. Пер змушений був залишити столицю. Батько хотів бачити сина господарем, та Пер виявився нездатним до селянської праці. У 1898 році після смерті батька успадкував ферму. Проте мріяв про спокійне життя у своєму будинку, але сили були запущені, хвороба прогресувала. Господарством займалась дружина, стосунки з якою ставали все прохолоднішими. Останні роки життя для письменника були безрадісними. 6 вересня 1904 года Пер Сівле покінчив життя самогубством. Він не зміг витримати труднощів життя і біль хвороби. Поет похований у місті Drammen.

## Творчість
Його пісні виразили драматичний світогляд кінця століття, увійшли до золотого Фонду норвезької поезії. У 15 років він опублікував перший твір — переказ однієї билини — у місцевій газеті. Згодом місцеві газети надрукували низку його віршів, в основному релігійного змісту. Твори були підписані псевдонімом. 21 листопада 1877 року він опублікував поему «Перша пісня» (Dan fyrste Songen). У 1879 році вийшла збірка « Вірші» (Digte). Більшість віршів були релігійного змісту, надто пафосними і мали в основному біблійні штампи. Вірші сповнені глибокого психологізму, який розкриває внутрішній стан людини у моменти зниження розумових здібностей і загострення захворювання. У той же час поет створював ліричні твори, основна ідея яких — вразливість існуючого світоустрою та безнадія. Яскравим прикладом є вірш «Вовк Фенрір» (Вовк) на вічна тема «Рагнарок», складений зі скандинавської міфології: В останніх віршів домінують песимістичні настрої, відчувається холодний подих смерті.